# Imperatriz da Sul
O Grêmio Recreativo Cultural Esportivo Social Escola de Samba Imperatriz da Sul é uma escola de samba da zona sul da cidade de São Paulo.

## História
Os preparativos para a criação da escola se deram no Centro Cultural, localizado na Praça do Campo Limpo, com algumas reuniões, que culminaram com a fundação em março de 2011.
Os símbolos da escola foram criados pelo designer gráfico Gill Santana, diretor social. Foi escolhida uma coroa imperial,  cravejada por 75 pérolas; número esse que homenageia uma pessoa muito querida pelo design(um dos fundadores), além de um diamante vermelho. As cores, aprovadas posteriormente em assembleia, foram o azul, amarelo, vermelho e branco. O pavilhão conta com um círculo central branco, contornado por outro círculo vermelho, esse último está aplicado no nome a data da fundação da escola na cor dourada. Dentro do círculo central branco, apresenta-se aplicado o símbolo da escola representado pela coroa sobre o diamante vermelho. Ladeando os círculos apresentam-se 12 polígonos nas cores da agremiação, subdivididos cada um e repetindo-se três vezes seguindo esta ordem. A barra do pavilhão é composta por franja dourada contornando todo o seu perímetro.
O lançamento da escola foi prestigiado pelo político Antonio Carlos Rodrigues, presidente de honra da Mancha Verde, e que mais tarde também se tornaria presidente de honra da própria Imperatriz.

## Segmentos

### Presidentes
| Nome          | Mandato             | Ref.  |
| ------------- | ------------------- | ----- |
| Gill Santanna | Fundação-atualidade | [ 4 ] |

### Diretores
| Ano       | Diretor de Carnaval   | Diretor geral de harmonia                                | Mestre de bateria      | Ref.        |
| --------- | --------------------- | -------------------------------------------------------- | ---------------------- | ----------- |
| 2013-2014 | Celso Renato Teixeira | Comissão                                                 | Mestre Leal            | [ 4 ] [ 5 ] |
| 2015      | Celso Renato Teixeira | Comissão                                                 | Leal                   | [ 6 ]       |
| 2016      | Comissão              | Alzemar, Ricardo, Amélia, Bene, Marcelo, Preto e Geraldo | Marcio Bastos Mestrão  | [ 7 ]       |
| 2017      | Comissão              | Comissão                                                 | Marcio Bastos -Mestrão |             |
| 2018      | Danilson da Silva     | Comissão                                                 | Marcio Bastos -Mestrão |             |

### Coreógrafos
| Ano       | Nome          | Ref.  |
| --------- | ------------- | ----- |
| 2015-2016 | Raphael Rossi | [ 7 ] |
| 2017-2018 | André Almeida |       |

### Casal de Mestre-sala e Porta-bandeira
| Ano  | Nome                        | Ref.  |
| ---- | --------------------------- | ----- |
| 2014 | Wagner e Luana              |       |
| 2015 | Wagner Araújo e Luana Sousa | [ 6 ] |
| 2016 | Kaike - Swiane              |       |
| 2017 | Wagner - Bruninha           |       |

### Corte de Bateria
| Ano  | Rainha           | Musa                     | Ref. |
| ---- | ---------------- | ------------------------ | ---- |
| 2014 | Elaine Nazaré    | Karen Cristina Fernandes |      |
| 2015 | Lucilia          | Julliana Oliveira        |      |
| 2016 | Andressa Santana | Yara                     |      |
| 2017 | Thawany          | Juliana - Juba           |      |
| 2018 | Dayane           | Lavinía                  |      |

## Carnavais
| Ano  | Colocação | Grupo | Enredo | Carnavalesco | Intérprete | Ref           |
| ---- | --- | --- | --- | --- | --- | ------------- |
| 2013 | 4º Lugar | 4-UESP | Vida, fragrância, beleza... "flores", um presente da mãe-natureza! Compositor:Du Oliveira                              | Celso Renato Teixeira                                                                                                  | Marquinhos Dikuã | [ 4 ]         |
| 2014 | Campeã | 4-UESP | O ministério da fofoca adverte: Fofoca boa é divulgação! Compositor:Marquinhos Dikuã                                   | Celso Renato Teixeira                                                                                                  | Marquinhos Dikuã | [ 5 ]         |
| 2015 | 3º lugar | 3-UESP | Sete Compositores: Aluísio Machado, Anderson Silva Poeta e Panta Presidente                                            | Celso Renato Teixeira                                                                                                  | Sérgio Maciel | [ 6 ]         |
| 2016 | Vice-Campeã | 3-UESP | Efeito espelho: O poder da inversão e transformação. Nem tudo o que parece é!                                          | Celso Renato Teixeira                                                                                                  | Sérgio Maciel | [ 7 ] [ 8 ]   |
| 2017 | 12o Lugar | 2- UESP | Agora é que são elas! A História das mulheres que mudaram a história!                                                  | Comissão de Carnaval                                                                                                   | Sérgio Maciel |               |
| 2018 | Campeã | 2-UESP | Africanidade! Seu Gingado, minha dança...seu batuque minha batucada!                                                   | André Almeida/ Douglas Campos                                                                                          | Sérgio Maciel | [ 9 ]         |
| 2019 | 7º lugar | 1-UESP | Imperiano é sambista, é da roça, é caipira sertanejo sim senhor!!!                                                     | Comissão de Carnaval                                                                                                   | | [ 10 ]        |
| 2020 | 4º lugar | Especial de Bairros | Nossas Forças – A Divina Energia                                                                                       | Bruno Laurato | | [ 11 ]        |
| 2021 | Inicialmente adiados para o mês de julho, os desfiles do Carnaval 2021 foram cancelados devido a pandemia de Covid-19. | Inicialmente adiados para o mês de julho, os desfiles do Carnaval 2021 foram cancelados devido a pandemia de Covid-19. | Inicialmente adiados para o mês de julho, os desfiles do Carnaval 2021 foram cancelados devido a pandemia de Covid-19. | Inicialmente adiados para o mês de julho, os desfiles do Carnaval 2021 foram cancelados devido a pandemia de Covid-19. | Inicialmente adiados para o mês de julho, os desfiles do Carnaval 2021 foram cancelados devido a pandemia de Covid-19. | [ 12 ]        |
| 2022 | 12º Lugar | Especial de Bairros | Efeito espelho: O poder da inversão e transformação. Nem tudo o que parece é!                                          | | | [ 13 ] [ 14 ] |
| 2023 | Não Desfilou | Não Desfilou | Não Desfilou | Não Desfilou | Não Desfilou | [ 15 ]        |